# Roggenhouse
Roggenhouse là một xã ở tỉnh Haut-Rhin trong vùng Grand Est ở đông bắc Pháp. Xã này có diện tích 6,45 km², dân số năm 1999 là 466 người. Khu vực này có độ cao 215 mét trên mực nước biển.